# Mauser C96
Mauser C96 (Construktion 96) je polavtomatska pištola, ki je bila zasnovana in prvotno proizvedena v Nemčiji. Kopije so v 20. stoletju izdelovali tudi v Španiji in na Kitajskem.

## Razvoj
Ob koncu 19. stoletja so to pištolo mavzerico bolj skrivoma začeli razvijati bratje Fidel, Friedrich in Josef Feederle. Ko je za konstrukcijo izvedelo vodstvo tovarne Mauser v nemškem Oberndorfu je, kljub začetnim zadržkom, v njej ugledalo potencial in jo uvedlo v uradni Mauserjev razvojni program. Končna različica je dobila naziv Construktion 96, torej konstrukcija iz leta 1896.

## Uporaba in prodaja

### Predvojna leta
Nemška vojska je v 90. letih 19. stoletja še vedno uporabljala revolverja enojnega delovanja M1879 in M1883. Preizkusila je tudi novo pištolo C96, a kljub temu, da je z njo streljal tudi sam cesar Vilijem II. ta ni prepričala vojaških oblasti, zato se za uradni nakup te pištole še niso odločili.
Pištolo je na komercialnem tržišču kupilo kar nekaj častnikov, in ne le nemških. Eden od zgodnjih kupcev je bil tudi takratni britanski častnik Winston Churchill, kateremu je v bitki pri Omdurmanu v Sudanu rešila življenje. Leta 1898 je med konjeniškim naskokom, ob povelju iz nožnice izvlekel sabljo, to kmalu spravil nazaj in se raje oprijel svoje nove 10-strelne samopolnilne pištole. V vročici bitke se je znašel obkrožen s trumo domorodcev, ki ji standardni 6-strelni Webley revolver ne bi bil kos.
Medtem je prišlo do prvih uradnih vojaških nakupov. Leta 1897 je okoli 1.000 pištol mavzeric naročilo Osmansko cesarstvo. Nekaj teh pištol je v balkanske države prišlo med balkanskimi vojnami. Petkrat več (5.000) pištol je leta 1899 naročila italijanska kraljeva vojna mornarica. Ti primerki so "ploskega tipa", saj nimajo izrezanih (rezkanih) stranic na obeh straneh nabojnika, za njih je značilno tudi večje obročasto udarno kladivce. Italijansko naročilo je bilo zadnje večje naročilo v letih pred prvo vojno, mavzerica je določen uspeh doživljala le na civilnem trgu, kjer so bili še vedno glavni kupci častniki.

### Prva svetovna vojna
Po obdobju skromne prodaje je poleti leta 1914 nastopila velika vojna. Nemška vojska se je zaradi pomanjkanja standardnih Lugerjev odločila za nakup več kot 140.000 pištol C96, prirejenih za standardni nemški vojaški kaliber 9 mm Parabellum. Te so bile tako imenovane rdeče devetice; na lesenih ročajih so nosile številko devet, obarvano z rdečo barvo. Z devetico so bile označene zaradi lažjega prepoznavanja, saj je nemška vojska med vojno kupila tudi število pištol kalibra 7,63 mm. Pištole mavzerice so Nemci namenili predvsem artilerijskim enotam.
Zaradi primankovanja strelnega orožja se je za nakup 14.000 pištol C96 odločila tudi Avstro-Ogrska. Prvo serijo orožja je dobila leta 1915, in sicer 3.000, naslednje leto 2.581, leta 1917 pa 8.797. Skupno so dobavili točno 14.378 mavzeric kalibra 7,63 mm. Uporabljale so jih letalske in druge enote. Te pištole so v Avstroogrski vojski dobile ime Mauser-Pistole. Avstroogrska različica je bila standardni komercialni model C96/12 in se od drugih loči le po sprejemnih žigih (npr. Wn  16). 

## Uporabniki
- Avstro-Ogrska[2]
- Kraljevina Italija: Mornarica je naročila 5000 kosov.[2]
- Nemško cesarstvo[2]
- Osmansko cesarstvo[2]
- Republika Kitajska[3]

- Slovenski partizani[4]

## Galerija
- Slovenski partizani na Menini planini, borec na levi ima v roki rafalno različico Schnellfeuer M1932 ali M712.
- Kitajski vojak med drugo kitajsko-japonsko vojno s pištolo Mauser C96 pretvorjeno v karabinko.
- "Rdeča devetica" pripravljena na polnenje.
- Avstroogrski vojak na letalu z desetimi pištolami Mauser C96.